# ザ・ヴァインズ
ザ・ヴァインズ (The Vines) は、オーストラリア・シドニー出身のロックバンド。

## 概要
荒々しいギター・サウンドにボーカルが絶叫する曲もあれば、1960年代のサイケデリックな雰囲気を漂わせるアコースティックな曲も兼ね備える。名前の由来はクレイグの父がフロントマンであったエルヴィスのカヴァーバンド「The Vynes」から。
2002年10月、オーストラリア出身のバンドとして20年ぶりにローリング・ストーン誌の表紙を飾った。ザ・ストロークス、ザ・ハイヴス、ザ・ホワイト・ストライプスなど「THE(ザ)」を冠したバンドと共に、しばしば「ロックの救世主」と評される。

## メンバー

### 現メンバー
- クレイグ・ニコルズ (Craig Nicholls) ボーカル、ギター。フロントマン兼ソングライター。
- ティム・ジョン (Tim John)  ベース
- ラクラン・ウェスト (Lachlan West)  ドラムス

### 元メンバー
- パトリック・マシューズ (Patrick Matthews) ベース　結成時メンバー 2ndアルバム発表後脱退
- デヴィッド・オリフ (David Oliffe) ドラムス　結成時メンバー　2001年脱退
- ライアン・グリフィス (Ryan Griffiths) ギター　2011年終盤脱退
- ヘイミッシュ・ロッサー (Hamish Rosser) ドラムス　2011年終盤脱退
- ブラッド・ヒールド (Brad Heald) ベース　2012年初頭脱退

## 来歴

### 結成〜初期 (1994年 - 2000年)
1994年、シドニーでクレイグ・ニコルズとパトリック・マシューズがアルバイト先のマクドナルドで出会う。ニコルズがギター、ボーカル、マシューズがベースを担当し一緒に演奏するようになる。マシューズの学校の友人のデヴィッド・オリフがドラマーとして加入する。ニコルズはバンド名を、自分が好きなビートルズが訪れたインドの地から「リシュケシュ (Rishikesh)」としたが、地元紙にいつも「Rishi Chasms」とミスプリントされたため「ザ・ヴァインズ」と変更する。
その後数年間、バンドはめったにギグを行わず、地元でも完全に無名の存在であった。しかし、XLレコーディングスの関係者へデモテープが届けられたことから事態は急展開し、限定7インチEP「ファクトリー」をリリースすることになる。2001年11月、NMEシングル・オブ・ザ・ウィークに選ばれる。

### 『ハイリー・イヴォルヴド』名声と喝采 (2001年 - 2003年)
2001年7月、バンドはデビューアルバム『ハイリー・イヴォルヴド』をレコーディングするために、ロサンゼルスへ向かう。フー・ファイターズやベック、エリオット・スミスなどの作品を手掛けたことのあるロブ・シュナフをプロデューサーに迎える。デヴィッド・オリフが脱退、セッションドラマーとしてジョーイ・ワロンカーが加入。2001年の終わりに、バンドは一旦オーストラリアへ戻りドラマーを公募する。ヘイミッシュ・ロッサーがドラムスとして加入、ニコルズの親友であるライアン・グリフィスがアコースティック・ギターとして加入した。
1stシングル「ファクトリー」を2001年11月にリリース。オーストラリアでの関心は低かったが、イギリスで絶賛を受ける。レコード会社は次のEPをリリースしようと考えたが、ニコルズはアルバムを出す意志を譲らず、海外のレコード会社を探し始める。イギリスの Heavenly Records と2001年12月に、オーストラリアではEMIと2002年4月に契約を交わす。シングル「ハイリー・イヴォルヴド」をリリースし全英32位を記録、オーストラリアでもTOP100に入る。
デビューアルバム『ハイリー・イヴォルヴド』は絶賛を受け、バンドはローリング・ストーンとNMEの表紙を飾った。アルバムは全英5位、全豪3位、全米11位をマークし、世界中で200万枚に近い売り上げを記録した。
2003年5月、再びロブ・シュナフをプロデューサーに迎えてスタジオ入りする。

### 『ウィニング・デイズ』 (2004年 - 2005年)
セカンドアルバム『ウィニング・デイズ』を2004年3月29日にリリースし、全豪7位、全英29位、全米23位を記録した。5月11日に始めたジェット、リヴィング・エンドとの「オーストラリアン・インヴェイジョン」ツアーを終える。アルバムからの1stシングル「ライド」と、2ndシングル「ウィニング・デイズ」をリリース。「ライド」は日産自動車とiPodのCMに起用された。「ライド」のPVはミシェル・ゴンドリーが手掛けている。
2004年5月の下旬、シドニーのラジオ局のイベントに出演した際、ニコルズが観客に悪態を多くついたことから、パトリック・マシューズがステージを下り、そのままバンドを脱退してしまう。また、ニコルズは演奏中にカメラマンへ暴行を働き、のちに告発される。この事件ののち、バンドはツアーのキャンセルを発表。2004年11月にニコルズが発達障害の一種であるアスペルガー症候群を患っていることが判明。
しかしながら、次のアルバムに向けてレコーディングを行うことも発表する。

### 『ヴィジョン・ヴァリィ』ステージ復帰 (2006年 - 2007年)
2005年中頃、プロデューサーにウェイン・コノリーを迎えて3rdアルバムを制作していることを発表する。ユー・アム・アイのベーシストであるアンディ・ケントがサポートで加入する。
2006年3月7日、アルバムからの1stシングル「ドント・リッスン・トゥ・ザ・レディオ」をリリースする。4月、3rdアルバム『ヴィジョン・ヴァリィ』をリリースする。
2006年7月17日、新しいベーシストとしてブラッド・ヒールドが加わり、「ジョー・ダート」名義でライヴを行う。
2006年7月22日、豪フェスティヴァルへ出演し、「ザ・ヴァインズ」としてのステージ復帰を果たす。フェスティヴァルでは、元ベーシストで、現在はユース・グループのメンバーであるパトリック・マシューズとの友好的な再会も行われた。シドニーとメルボルンでもライブを行い、どちらもソールド・アウトとなる。

### 『メロディア』 (2008年 - )
2007年の11月の中頃、1stと2ndのプロデューサーであるロブ・シュナフを起用し、ロサンゼルスにスタジオ入りする。
2008年7月、4thアルバム『メロディア』をリリース。ジャケット・デザインには、ニコルズによるコラージュが起用された。フジ・ロック・フェスティバルに出演。
2008年11月に4年ぶりの単独での日本公演が行われる予定であったが、ニコルズの精神状態が悪化したため、オーストラリアのフェスを含め公演中止となった。
2011年、3年ぶりとされる5thアルバム『Future primitive』がリリースされた。

## ディスコグラフィ

### スタジオ・アルバム
| 発売年 | タイトル                                     | チャート | チャート | チャート |
| 発売年 | タイトル                                     | 豪       | 英       | 米       |
| ------ | -------------------------------------------- | -------- | -------- | -------- |
| 2002年 | ハイリー・イヴォルヴド (Highly Evolved)      | 5        | 3        | 11       |
| 2004年 | ウィニング・デイズ (Winning Days)            | 7        | 29       | 23       |
| 2006年 | ヴィジョン・ヴァリィ (Vision Valley)         | 14       | 71       | 136      |
| 2008年 | メロディア (Melodia)                         | 12       | -        | -        |
| 2011年 | フューチャー プリミティブ (Future Primitive) | 24       | -        | -        |
| 2014年 | ウィキッド・ネイチャー (Wicked Nature)       | 29       | -        | -        |
| 2018年 | イン・ミラクル・ランド (In Miracle Land)     | 74       | -        | -        |

### コンピレーション・アルバム
- ベスト・オブ・ザ・ヴァインズ　The Best of The Vines　2007年

### サウンドトラック
- アイ・アム・サム　I Am Sam　2002年　（「アイム・オンリー・スリーピング」をカバー）

### シングル
- "Hot Leather/Sunchild" 2001年
- "Factory" 2001年
- "Highly Evolved 2002年
- "Get Free" 2002年
- "Outtathaway!" 2002年
- "Homesick" 2003年
- "Fuck the World" 2003年
- "Ride" 2004年
- "Winning Days" 2006年
- "Gross Out" 2006年
- "Don't Listen to the Radio" 2006年
- "Anysound" 2006年
- "Dope Train" 2007年
- "He's a Rocker" 2008年
- "MerryGoRound" 2008年
- "Get Out" 2008年
- "Gimme Love" 2011年
- "Future Primitive" 2011年
- "Metal Zone" 2014年
- "In Miracle Land" 2016年

## 日本公演
- 2004年
  - 5月19日 東京渋谷CLUB QUATTRO、21日 大阪心斎橋CLUB QUATTRO
- 2008年
  - 7月25日 フジ・ロック・フェスティバル